# 2,4,6-Triiodphenol
2,4,6-Triiodphenol ist eine aromatische Verbindung, die sich sowohl vom Phenol als auch vom Iodbenzol ableitet. Die Struktur besteht aus einem Benzolring mit angefügter Hydroxygruppe (–OH) und drei Iodatomen (–I) als Substituenten.

## Gewinnung und Darstellung
2,4,6-Triiodphenol kann durch Reaktion einer alkoholischen Lösung von Iod und Phenol mit Wasserstoffperoxid gewonnen werden.

## Eigenschaften
2,4,6-Triiodphenol ist ein gelblicher Feststoff, der praktisch unlöslich in Wasser ist.

## Verwendung
2,4,6-Triiodphenol wird als iodiertes Desinfektionsmittel bei der Behandlung von Abwasser verwendet. Es wird auch für biochemische Untersuchungen eingesetzt.